# (19141) Poelkapelle
(19141) Poelkapelle est un astéroïde de la ceinture principale.

## Description
(19141) Poelkapelle est un astéroïde de la ceinture principale. Il fut découvert le 26 septembre 1989 à La Silla par Eric Walter Elst. Il présente une orbite caractérisée par un demi-grand axe de 2,33 UA, une excentricité de 0,17 et une inclinaison de 4,1° par rapport à l'écliptique.

## Compléments